# Študentska organizacija Univerze v Mariboru
Študentska organizacija Univerze v Mariboru (ŠOUM) je stanovska skupnost študentov mariborske univerze. Organizirana je na podlagi Zakona o skupnosti študentov, sprejetega leta 1994.
ŠOUM skrbi za izvajanje študentskih interesnih in obštudijskih dejavnosti ter vodi študentsko politiko na področju izobraževanja, socialnega in ekonomskega položaja študentov ter mednarodnega sodelovanja.
Temeljna dejavnost Študentske organizacije Univerze v Mariboru je izvajanje študentskih interesnih in obštudijskih dejavnosti ter vodenje študentske politike na področju izobraževanja, socialnega in ekonomskega položaja študentov ter mednarodnega sodelovanja. Dejavnost Študentske organizacije Univerze v Mariboru izvajajo oddelki ŠOUM, in sicer predvsem na področjih socialnega standarda, izobraževanja in univerzitetne politike ter mednarodnega sodelovanja, ter znotraj ŠOUM organizirane organizacijske enote. Ob tem ŠOUM izvaja subvencionirano študentsko prehrano v Mariboru, Celju, Velenju, Kranju, Murski Soboti, Slovenj Gradcu, Ptuju in drugod.

## Zgodovina
Leta 1974 so se študentske skupnosti združile v Zvezo socialistične mladine Slovenije (kratica ZSMS), ki je leta 1989 razpadla na dve organizaciji, in sicer ŠOUM in ŠOU (Študentska organizacija Univerze v Ljubljani). Tako so študentje na obeh univerzah leta 1990 izpeljali neposredne in tajne volitve v svoj predstavniški organ - študentski parlament. Z združitvijo Študentske organizacije Univerze v Mariboru kot naslednice nekdanje univerzitetne konference ZSMS z Zvezo študentov je leta 1991 nastala sedanja Študentska organizacija Univerze v Mariboru.

## Organiziranost
V okviru ŠOUM delujejo: študentski zbor, nadzorni svet, študentsko predsedstvo, strokovne službe in organizacijske enote.

### Študentski zbor
Študentski zbor Študentske organizacije Univerze v Mariboru je najvišji organ študentov, združenih v Študentsko organizacijo Univerze v Mariboru. Sestavlja ga člani izvoljeni na neposrednih in tajnih volitvah. Študentski zbor ŠOUM zasleduje potrebe študentk in študentov mariborske univerze in usmerja delo predsedstva ŠOUM ter opravlja druga dela in naloge, določene s Statutom ŠOUM. Študentski zbor ŠOUM ima dveletni mandat.

### Nadzorni svet
Nadzorni svet Študentske organizacije Univerze v Mariboru je odgovoren za strokovno delovanje in poslovanje ŠOUM. Zasleduje cilje in usmerja delovanje ter skrbi za nemoten in uspešen razvoj ŠOUM. Nadzorni svet ŠOUM sestavljajo štirje predstavniki študentov, dva predstavnika delavcev in sodelavcev ter en predstavnik študentske javnosti.

### Študentsko predsedstvo
Študentsko predsedstvo Študentske organizacije Univerze v Mariboru izvaja del obštudijskih in interesnih dejavnosti študentov ter vodi študentsko politiko. Obravnava vprašanja na posameznih področjih študentskega življenja in opravlja druge dejavnosti, ki jih določata Študentski zbor ŠOUM in Statut ŠOUM. Predsedstvo sestavljajo predsednik, podpredsednik, sekretar za izobraževanje in univerzitetno politiko, sekretar za socialna in zdravstvena vprašanja, sekretar za mednarodno sodelovanje ter sekretar za interesne dejavnosti študentov.

### Strokovne službe
Študentska organizacija Univerze v Mariboru ima organizirane strokovne službe pod vodstvom direktorja, ki skrbijo za izvajanje strokovnih nalog in zagotavljajo podporo delovanju Študentskega zbora ter Študentskega predsedstva Študentske organizacije Univerze v Mariboru.

### Organizacijske enote
So notranje organizirana dejavnost ŠOUM z lastnim predmetom dejavnosti in avtonomno notranjo strukturo. Na ŠOUM so kot organizacijske enote organizirane Dijaška skupnost Maribor, Medijski center ŠOUM, Skupnost evropskih študentov tehnike BEST in Študentska organizacija Fakultete za organizacijske vede v Kranju.

## Dejavnosti
- Univerzitetna športna zveza Maribor (UŠZM) – svoje programe predstavlja pod sloganom »Zdrava zabava« želi študentom s pestrimi in dostopnimi športnimi programi omogočiti vsakodnevno športno udejstvovanje.
- Zavod Litera – predstavlja pomemben založniški dejavnik pri ohranjanju kontinuitete in kakovosti na področju izvirnih in prevodnih leposlovnih del in humanistike. Program vključuje raznovrstne žanre in avtorske poetike. S svojo programsko usmerjenostjo skrbi tako za izdajo literature z lokalnega in regijskega območja, pa tudi del s širšega slovenskega območja.
- Zavod ŠOUM – posreduje začasna in občasna dela študentom in dijakom ter skrbi za zaposlovanje mladih.
- Zavod PIP – Pravni in informacijski center ZAVOD PIP je neprofiten zavod, katerega poglavitne dejavnosti so pravno svetovanje in alternativno reševanje sporov, informiranje ter svetovanje v osebni stiski.
- Zavod za mladinsko popotništvo – ki sta ga ustanovila ŠOUM in Popotniško združenje Slovenije, skrbi za spodbujanje mladinskega popotništva in pomaga mladim z informacijami o cenovno ugodnih prenočiščih v več kot 80 državah.
- Solidarnostni sklad ŠOUM – na podlagi razpisov pomaga socialno ogroženim študentom pri premostitvah finančnih ali drugih socialnih težav.
- Zavod ŠTUK – študentom ter ostalim družbenim skupinam zagotavlja kulturne prireditve.
- Kulturno umetniško društvo (kratica KUD) Študent – združuje Akademsko folklorno skupino Študent in Akademski pevski zbor Maribor. Glavna programska usmeritev KUD Študent je ples in ljudsko izročilo v okviru folklorne dejavnosti ter petje v okviru zborovske dejavnosti.